# Old Shatterhand (Film)
Old Shatterhand ist ein Western aus dem Jahr 1964. Die Produktion aus der Reihe der deutschen Karl-May-Filme entstand unter der Regie von Hugo Fregonese. In den Hauptrollen sind Lex Barker und Pierre Brice zu sehen.

## Handlung
Nachdem weiße Banditen zusammen mit einigen betrunkenen Komantschen die Farm der holländischen Siedler Kampendijk überfallen haben, lassen sie dort zwei ermordete Apachen-Krieger zurück. Dadurch scheint der Waffenstillstand mit den Indianern gebrochen zu sein. Ein zunächst Unbekannter will damit verhindern, dass die Armee von Fort Grant einen Friedensvertrag mit den Indianern schließt.
Old Shatterhand kann bei seiner Rückkehr in den Westen Winnetous Adoptivsohn Tujunga aus den Händen jener Banditen befreien. Im Anschluss sucht er in einer Missionsstation an den Schäumenden Wassern die Halbindianerin Paloma Nakama auf, die den kleinen Tom bei sich aufgenommen hat, der den Überfall auf die Farm seiner Eltern beobachtet hat und deshalb weiß, dass diesen nicht die Apachen begangen haben. Shatterhand will Paloma und Tom zur Sicherheit in der Stadt Golden Hill unterbringen. Allerdings logiert in dieser Stadt gegenwärtig ein gewisser Dixon mit seinen Männern, auf dessen Konto der Überfall auf die Farm geht. Von dem Unbekannten erhält Dixon die Anweisung, einen in Kürze eintreffenden Armeetreck zu überfallen und auszurauben. Old Shatterhand und seine Begleiter treffen auf ihrem Weg nach Golden Hill auf diesen Treck, der von Captain Bradley und Corporal Bush angeführt wird. Den beiden stehen Old Shatterhands alter Freund Sam Hawkens und zwei seiner Freunde als Kundschafter zur Verfügung. Nachdem der Treck in einem Canyon überfallen wird, liegen wieder zwei tote Apachen am Tatort. Aber Old Shatterhand durchschaut den Trick.
In Golden Hill geben die Saloonwirtin Rosemarie und Sam Hawkens auf Paloma und Tom acht, während sich Shatterhand aufmacht, die Banditen zu suchen. Dabei trifft er auf Winnetou, und gemeinsam kommen sie dahinter, dass die Komantschen zusammen mit der Dixon-Bande die Überfälle begangen haben. In einem Zweikampf tötet Winnetou den Häuptling der Komantschen, Großer Bär. In der Zwischenzeit kommt der überfallene Armeetreck im Fort an, wo Captain Bradley dem Befehlshaber General Taylor meldet, der Treck wäre von den Apachen überfallen worden. General Taylor kann sich aber nicht vorstellen, dass die Apachen den kommenden Friedensvertrag gefährden wollen, daher trifft er sich mit Winnetou und Old Shatterhand zur Beratung. Beim gemeinsamen Rauchen der Friedenspfeife versichern beide Parteien einander, dass man den Frieden achten wolle.
In Golden Hill versucht Sam Hawkens die Spannung aufzulockern, und zwar mit einem Schießtrick, bei dem ihm der kleine Tom helfen soll. Dabei ermordet der Bandit Joe Burker Tom aus dem Hinterhalt und beseitigt damit den einzigen Zeugen des Überfalls auf die Farm. Indessen bricht General Taylor mit einer Armeeeskorte vom Fort Grant auf, um seinen Vorgesetzten über die Friedensverhandlungen mit den Apachen zu berichten. Das Kommando über das Fort während seiner Abwesenheit überträgt er Colonel Hunter. Old Shatterhand stellt währenddessen Burker auf dessen Ranch zur Rede und gerät dabei in einen Hinterhalt der Dixon-Bande. Sam Hawkens und Paloma kommen gerade rechtzeitig, um ihm zu helfen. Old Shatterhand bringt Burker zu Winnetou ins Apachen-Lager, wo Burker unter Druck Shatterhands ein Geständnis unterschreibt.
Während Shatterhand zusammen mit Burker bei Winnetou im Lager ist, treffen Captain Bradley und Corporal Bush auf Burkers Ranch ein. Dort finden sie den schwer verwundeten Dixon, der ihnen berichtet, Burker sei von Old Shatterhand mitgenommen worden, danach wird er ohnmächtig. Bradley befiehlt Bush daraufhin, die Ranch in Brand zu setzen, und offenbart sich damit als der unbekannte Drahtzieher, der die Friedensverhandlungen um jeden Preis sabotieren will. Im Fort berichtet Bradley anschließend, Apachen hätten auch Burkers Ranch niedergebrannt. Colonel Hunter sendet daraufhin Leutnant Miller, um sich Bradleys Meldung von diesem bestätigen zu lassen. Burker, der zur selben Zeit zur Ranch zurückkehren will, wird von Corporal Bush auf Bradleys Befehl hin erschossen. Colonel Hunter sendet inzwischen, auf Anraten Bradleys, einen Boten zu Winnetou, um ihn in der Angelegenheit mit Burkers Ranch um eine Unterredung zu bitten. Dabei sichert er dem Apachenhäuptling freies Geleit zu. Winnetou und Old Shatterhand treffen im Fort ein, wo Captain Bradley inzwischen das Kommando übernommen hat. In einem persönlichen Gespräch mit Winnetou offenbart Bradley dann auch den Grund für seinen Hass auf die Indianer, Bradleys Frau und Kinder waren von Indianern ermordet worden. Als Old Shatterhand nach Colonel Hunter fragt, wird er von Bradley in ein Zimmer geführt, wo der Colonel aufgebahrt liegt. Bradley behauptet, der Colonel sei einem Schlangenbiss erlegen. Damit sei auch die Garantie des Colonels für freies Geleit hinfällig geworden. Bradley bietet Shatterhand aber freien Abzug für sich und Winnetou an im Austausch gegen Burkers Geständnis. Gezwungenermaßen lässt Shatterhand sich auf diesen Handel ein.
Soldaten nehmen bei den Schäumenden Wassern indes Tujunga gefangen, der verhindern wollte, dass einer von ihnen die nackt badende Paloma belästigt. Im Verlauf dieser Aktion kam der Soldat allerdings zu Tode. Nun droht Tujunga der Galgen; von den übrigen Soldaten wird er ins Fort Grant gebracht. Paloma unterrichtet Winnetou und Old Shatterhand von diesem Ereignis, woraufhin die Apachen von Winnetou verlangen, dass er sie auf den Kriegspfad führe, um Tujunga zu befreien. Shatterhand bittet Winnetou aber, noch zwei Tage zu warten, er wolle versuchen, Tujunga zu befreien. Sam Hawkens solle in der Zwischenzeit so schnell wie möglich zu General Taylor reiten, um ihn von den Vorgängen in Kenntnis zu setzen. Bei dem Versuch, Tujunga zu befreien, wird auch Old Shatterhand von Captain Bradley festgesetzt. Winnetou begibt sich nach Ablauf der Frist mit seinen Kriegern auf den Kriegspfad, um Tujunga und Shatterhand zu befreien. Ein wilder Kampf entbrennt, bei dem die Soldaten sogar mit Kanonen auf die Indianer schießen. Shatterhand muss im Fort an einen Pfahl gefesselt machtlos zusehen. Im Verlauf dieses Kampfes kann Tujunga aber Corporal Bush so weit provozieren, dass er ihn aus seiner Zelle herausholt. Im darauffolgenden Handgemenge zwischen Tujunga und Bush löst sich ein Schuss aus Bushs Revolver, der eine Explosion im Pulvermagazin des Forts verursacht. Dabei kommen Tujunga und Bush ums Leben. Damit ist der Kampf beendet. General Taylor kehrt ins Fort zurück und lässt Captain Bradley festsetzen. Der sterbende Dixon konnte auf Burkers Ranch noch von Leutnant Miller vernommen werden. Über Bradley wird das Kriegsgericht urteilen. Shatterhand und Winnetou kehren mit dem toten Tujunga in die Jagdgründe der Apachen zurück.

## Produktion
- Der Film, mit dem der Produzent Artur Brauner an den überragenden Erfolg von Der Schatz im Silbersee seines Konkurrenten Horst Wendlandt anknüpfen wollte, entstand unter beträchtlichem Zeitdruck. Brauner konnte die Rechte für alle Amerika-Stoffe, die sich Wendlandt beim Karl-May-Verlag gesichert hatte, umgehen, indem er einen Film schuf, der sich auf keinen Karl-May-Roman bezog. Die Mitwirkung des Winnetou-Darstellers Pierre Brice wurde letztlich gesichert, indem Brauner sich bereit erklärte, die bei ihm unter Vertrag stehende Elke Sommer für einen späteren Wendlandt-Film freizugeben, was durch ihre Mitwirkung bei Unter Geiern eingelöst wurde.

- Artur Brauner versuchte zunächst, einen Regisseur mit Hollywood-Erfahrung zu verpflichten, er konnte sich aber weder mit Henry Koster, George Sherman noch Donald Siegel einigen. So nahm er den wenig erfahrenen Leopold Lahola unter Vertrag, trennte sich dann aber wieder von ihm. Ein Regisseur konnte mit dem in Rom weilenden, gerade beschäftigungslosen Argentinier Hugo Fregonese erst fünf Tage vor dem festgesetzten Drehbeginn engagiert werden.

- Da sich der Film auf keinen Roman bezog, gab es große Unsicherheit hinsichtlich der Handlung. Dies lag nicht zuletzt an der Firma Constantin, die für den Verleih zuständig war und auf inhaltliche Verträglichkeit mit den Produktionen Horst Wendlandts bestand. Deshalb musste für die ursprünglich als Winnetous Schwester Nscho-tschi vorgesehene Daliah Lavi eine neue Rolle kreiert werden. Das ursprüngliche Drehbuch von Daniel Mainwaring sowie zwei Entwürfe von Ladislas Fodor blieben unbefriedigend, so dass bei Drehbeginn lediglich Entwürfe und einzelne Szenen vorlagen. Das endgültige Drehbuch entstand erst in Jugoslawien während der Dreharbeiten durch den eingeflogenen Robert A. Stemmle, der die vorhandenen Entwürfe mit Anregungen des Produzenten Artur Brauner und des Regisseurs Hugo Fregonese verband.

- Das Apachen-Lager Winnetous befand sich diesmal im Nationalpark Krka in der Nähe der dortigen Wasserfälle und wich damit vom Pueblo-Dorf aus dem kurz davor gelaufenen Film Winnetou 1. Teil ab. Die wichtigsten Dreharbeiten fanden in der Umgebung von Dubrovnik statt, wo das Filmteam im Hotel Argentina sein Quartier hatte. Das Fort Grant war im Tal Popovo polje aufgebaut, nahebei Burkers Ranch. Die Westernstadt Golden Hill stand im Zupci-Tal, in einem Nebental die Northern Ranch. Dann, Ende November, zog das Team in den Süden nach Ulcinj, in dessen Umgebung bei ständig schlechtem Wetter der Trecküberfall und das Duell zwischen Winnetou und dem Komantschenhäuptling stattfanden.

- Die Nacktbaden-Szene der Paloma, eine zu ihrer Entstehungszeit ungewöhnliche Filmszene, wurde nicht von Daliah Lavi, sondern von der Statistin Gordana Zeitz-Ceko (1944–2022) ausgeführt.[3]

- Old Shatterhand war mit Gesamtkosten von etwa fünf Millionen DM[4] der teuerste aller Karl-May-Filme. Komponist Riz Ortolani durfte für seine Filmmusik (die etwas, an die reine instrumtale Musik, des Filmes Die glorreichen Sieben erinnert) einen Chor, so wie auch verstärkt Gitarren-Intros einsetzen. Es war eine enorme Pionierleistung von Riz Ortolani, der viel vorwegnahm, des aufkommenden Italo-Westernsoundtracks, der großen Anklang, besonders in Italien fand.

- Der spätere „Stammindianer“ in den ostdeutschen Indianerfilmen der DEFA, Gojko Mitić, hatte in diesem Film einen ersten Kurzauftritt als tanzender Apachen-Krieger. Mitić war dann noch in zwei weiteren Karl-May-Verfilmungen dabei: in Winnetou 2. Teil und Unter Geiern.

- Der Schurke Captain Bradley ist der einzige Winnetou-Film-Schurke, der am Ende überlebt. Sein Darsteller Guy Madison zeigte in der Rolle des Indianers „Falkenauge“ zudem seine Schießkünste mit Pfeil und Bogen.

- Die tatsächliche Sängerin des im Film von der Bardame Rosemarie (Kitty Mattern) gesungenen Liedes „Die Stunde kam“ ist heute nicht mehr bekannt, vermutlich aber wurde das Lied von Daliah Lavi performt.

- Entgegen einigen Behauptungen verfügt die 70-mm-Filmversion nach Angaben des Karl-May-Archives in Göttingen nicht über Sechs-Kanal-Magnetton. Von den tontechnischen Möglichkeiten des 70-mm-Formates wurde kein Gebrauch gemacht; auch die Filmmusik liegt nur in Mono vor.

- Der Film wurde am 30. April 1964 im Mathäser-Filmpalast in München uraufgeführt.

- Unter den beteiligten Ländern wird Jugoslawien, wo der Film gedreht wurde, offiziell nicht genannt. Im Gegensatz zu den französischen und italienischen Koproduzenten war die jugoslawische Avala Film nicht am Produktionsabkommen beteiligt. Avala Film war ausschließlich als Dienstleistungspartner der CCC-Film tätig.[1]

- Am 27. September 1970 lief nach langem Bemühen Old Shatterhand als erster Karl-May-Film überhaupt im deutschen Fernsehen (ARD) und erreichte mit 17,88 Millionen Zuschauern eine Sehbeteiligung von 34 %.

## Synchronisation
Ralf Wolter und Bill Ramsey sind mit ihren eigenen Stimmen zu hören.
| Rolle           | Darsteller      | Sprecher              |
| --------------- | --------------- | --------------------- |
| Old Shatterhand | Lex Barker      | Gert Günther Hoffmann |
| Winnetou        | Pierre Brice    | Christian Wolff       |
| Paloma          | Daliah Lavi     | Ruth Maria Kubitschek |
| Bradley         | Guy Madison     | Rainer Brandt         |
| Bush            | Gustavo Rojo    | Dietmar Schönherr     |
| Dixon           | Rik Battaglia   |                       |
| Rosemary        | Kitty Mattern   | Ingeborg Wellmann     |
| Tujunga         | Alain Tissier   | Arne Elsholtz         |
| General Taylor  | Charles Fawcett | Hans Nielsen          |
| Sheriff Brandon | Nikola Popović  | Martin Hirthe         |
| Joe Burker      | Mirko Ellis     | Hans Walter Clasen    |

## Kritiken und Bewertung durch die Zuschauer
Auf der IMDb ergaben 1622 Bewertungen (Stand 2022) ein Gesamtergebnis von 6,1 von 10 Sternen. Auf der Bewertungsplattform Rotten Tomatoes ist der Film dagegen ohne Wertungsergebnis gelistet, da dort – aufgrund der geringen internationalen Bedeutung – weniger als 50 Zuschauer abgestimmt haben (Stand: 12. 2022).

„Bestechend die Szenen, in denen Hunderte von Indianern und Kavalleristen sich das letzte Gefecht liefern. Die Farbaufnahmen der Bergwelt gehören zu den besten, die seit langem auf der Leinwand zu sehen waren.“

„Der Dialog ist so grausam verkitscht und die Chargendarsteller sind so miserabel, daß man sich vorkommt wie auf einem Faschingsball. Der Kriegstanz der Apachen erregt stürmische Heiterkeit, und die stümperhafte Arbeit des Feuerwerkers beim Kampf um das Fort fällt sogar einem kurzsichtigen alten Mütterchen auf.“

„Während die Kampfszenen jeden Vergleich mit amerikanischen Western aushalten, fehlt es an einer der literarischen Vorlage adäquaten Ausformung der atmosphärischen Sequenzen.“

„Im Gegensatz zu den zwei vorangegangenen Produkten der deutschen Westernwelle begnügt sich OLD SHATTERHAND nicht mit einem farbig-romantischen Bilderbogen des Wilden Westens, sondern versucht, Anschluß an den Stil der modernen, sozialkritischen Western zu bekommen.“

„Völlig uninspirierte, hölzerne Verfilmung des klassischen Jugendbuchs; die Filmmusik, exzellente Farbfotografie, Detailgenauigkeit und grandiose Landschaften entschädigen für eine Regiekatastrophe.“

„Der Film vermag sein Publikum durchaus zu fesseln und fasziniert durch phantastische Aufnahmen, gute Darsteller und schwelgerische Musik.“

„Nach Motiven aus mehreren Karl-May-Romanen bildwirksam gestalteter ‘europäischer Western’, routiniert und spannend inszeniert […]. Unangenehm wirkt die teils mythische Überhöhung der Titelgestalt.“

„Ein Western aus der Karl-May-Serie, der in der Realistik seiner Szenen den amerikanischen Einfluß nicht verleugnen kann, im übrigen aber eine unannehmbare mythische Überhöhung seiner Titelgestalt betreibt.“

## Auszeichnungen
- Goldene Leinwand für über 3 Millionen Besucher innerhalb von 12 Monaten. Verliehen am 8. Oktober 1965 im Gloria-Palast, Berlin.